# Erich Martini (Mediziner, 1867)
Erich Martini (* 3. März 1867 in Neuenburg, Kreis Schwetz, Westpreußen; † 23. Juli 1953 in Bogotá) war ein deutscher Sanitätsoffizier.

## Leben
Der Sohn von Karl Martini, Landgerichtsdirektor in Lissa (Provinz Posen), (1834–1915) und der Mutter Hedwig (1843–1930) sowie Bruder von Wolfgang Martini absolvierte von Oktober 1881 bis Februar 1890 an der Kaiser-Wilhelms-Akademie in Berlin eine ärztliche Ausbildung. 1897 bis 1899 war er an Bord der Falke in Samoa eingesetzt. Ein Kommando führte ihn vom 1. Januar bis 31. März 1900 an das Hygienische Institut zu Berlin und vom März 1901 bis Ende Dezember 1904 an das Institut für Infektionskrankheiten. Von 1901 bis 1902 war er beauftragt, in Wilhelmshaven die Dock- und Werftarbeiter von Malaria freizuhalten. Bernhard Möllers zählt ihn zu den Schülern von Robert Koch. 1907 wurde Martini ins deutsche Schutzgebiet Kiautschou kommandiert. Dort war er bis zum Jahr 1910 Chefarzt des Marinelazaretts Tsingtau im Rang eines Marineoberstabsarztes. 1910/11 war er an der Bekämpfung der Lungenpest in Schantung beteiligt. Ab 1911 war er wieder Vorstand der Bakteriologischen und Malaria-Untersuchungsstation in Wilhelmshaven.
Martini wurde während des Ersten Weltkriegs als Kommissar für Fleckfieber bei der Zivilverwaltung in Polen eingesetzt. Sein Dienstrang dort war der eines Marinegeneraloberarztes (Fregattenkapitän), den er seit dem 10. April 1911 führte, und der Standort Włocławek. Er wurde am 27. April 1921 unter der gleichzeitigen Beförderung mit dem Charakter eines Marinegeneralarztes (Kapitän zur See) aus der Reichsmarine entlassen. Im Jahr 1921 stellte die kolumbianische Regierung Martini ein, um die Kampagne zur Bekämpfung der Lepra zu bewerten. Martini erklärte die Krankheit für hochinfektiös und rechtfertigte damit strikte Isolierungsmaßnahmen. Dem widersprach (wider besseres Wissen) der kolumbianische Arzt Carlos Esguerra. Später arbeitete er in einem Labor in Bogotá über Gelbfieber.

## Schriften
- Untersuchungen über die Lungenpest, 1901/02
- Arbeiten der Malariaverhütung zu Wilhelmshaven, 1901/03
- Untersuchungen über die Tsetsekrankheit und Schlafkrankheit, 1901/05
- Untersuchungen über die Ruhr in ihren verschiedenen Formen, mit besonderer Berücksichtigung Ostasiens, 1907/11
- Untersuchungen über die Surra der Philippineninseln, 1909
- Experimenteller Beweis für die Artverschiedenheit der Piroplasmen und Trypanosomen, Manila 1909